# 263 v.Chr.
Het jaar 263 v.Chr. is een jaartal volgens de christelijke jaartelling. 

## Gebeurtenissen

### Italië
- Rome sluit een vredesverdrag met Hiëro II van Syracuse. De Carthaagse vloot blokkeert de haven van Syracuse.

### Klein-Azië
- Eumenes I (263 - 241 v.Chr.) volgt zijn oom Philetaerus op als koning van Pergamon.

## Geboren
- Antigonus III Doson (~263 v.Chr. - ~221 v.Chr.), koning van Macedonië

## Overleden
- Attalus Philetaerus (~343 v.Chr. - ~263 v.Chr.), stichter van de Attaliden-dynastie in Pergamon (80)